# جسی وتر
جسی وتر (انگلیسی: Jessie Vetter؛ زادهٔ ۱۹ دسامبر ۱۹۸۵) بازیکن هاکی روی یخ اهل ایالات متحده آمریکا است.